# 25628 Kummer
25628 Kummer este un asteroid din centura principală de asteroizi.

## Descriere
25628 Kummer este un asteroid din centura principală de asteroizi. A fost descoperit pe 7 ianuarie 2000 la Prescott (Arizona) de Paul G. Comba. Asteroidul prezintă o orbită caracterizată de o semiaxă mare de 2,29 ua, o excentricitate de 0,16 și o înclinație de 0,7° în raport cu ecliptica.